# Severnoameriški prostotrgovinski sporazum
Severnoameriški prostotrgovinski sporazum (angleško North American Free Trade Agreement, NAFTA; špansko Tratado de Libre Comercio de América del Norte, TLCAN; francosko Accord de libre-échange nord-américain, ALÉNA) je gospodarski sporazum, ki so ga podpisale Kanada, Mehika in ZDA. V veljavi je od 1. januarja 1994. Z njim je bila ustvarjena največja brezcarinska cona na svetu (glede na BDP). Nadomestil je kanadsko-ameriški prostotrgovinski sporazum (Free Trade Agreement oz. FTA) med ZDA in Kanado.